# Piksele (film 2015)
Piksele (ang. Pixels) – amerykański komedia fantastycznonaukowa z 2015 roku w reżyserii Chrisa Columbusa.
Zdjęcia do filmu rozpoczęły się 2 czerwca 2014 roku w Toronto, w stanie Ontario.
Premiera filmu miała pierwotnie odbyć się 15 maja 2015, została ona jednak przesunięta na 24 lipca 2015 roku.
Film został wydany 20 października 2015 roku na Blu-ray (3D i 2D) i DVD. Według strony internetowej The Numbers, sprzedaż DVD wynosi 7,181,924 dolarów, natomiast sprzedaż Blu-ray 6,426,936 dolarów.

## Fabuła
Sam Brenner (Adam Sandler) ratuje świat przed inwazją postaci z klasycznych gier z lat osiemdziesiątych.

## Obsada
- Adam Sandler jako Sam Brenner
- Kevin James jako prezydent Will Cooper
- Josh Gad jako Ludlow Lamonsoff
- Peter Dinklage jako Eddie Plant
- Michelle Monaghan jako podpułkownik Violet van Patten
- Matt Lintz jako Matty
- Brian Cox jako admirał Porter
- Ashley Benson jako lady Lisa
- Jane Krakowski jako Jane Cooper
- Denis Akiyama jako Tōru Iwatani
- Sean Bean jako kapral Hill
- Affion Crockett jako sierżant Dylan Cohan
- Rob Archer jako komandos Navy SEALs
- Dan Aykroyd

## Nagrody i nominacje
| Rok  | Nagroda                           | Kategoria                      | Nominowani                   | Rezultat  | Przypisy |
| ---- | --------------------------------- | ------------------------------ | ---------------------------- | --------- | -------- |
| 2015 | Teen Choice Awards 2015           | Aktor lata                     | Adam Sandler                 | Nominacja | [ 11 ]   |
| 2016 | 37. rozdanie nagród Złotych Malin | Najgorszy film                 | Piksele                      | Nominacja | [ 12 ]   |
| 2016 | 37. rozdanie nagród Złotych Malin | Najgorszy aktor                | Adam Sandler                 | Nominacja | [ 12 ]   |
| 2016 | 37. rozdanie nagród Złotych Malin | Najgorsza aktorka drugoplanowa | Michelle Monaghan            | Nominacja | [ 12 ]   |
| 2016 | 37. rozdanie nagród Złotych Malin | Najgorszy aktor drugoplanowy   | Josh Gad                     | Nominacja | [ 12 ]   |
| 2016 | 37. rozdanie nagród Złotych Malin | Najgorszy aktor drugoplanowy   | Kevin James                  | Nominacja | [ 12 ]   |
| 2016 | 37. rozdanie nagród Złotych Malin | Najgorszy scenariusz           | Tim Herlihy, Timothy Dowling | Nominacja | [ 12 ]   |